# Stefan Groothuis
Stefan Groothuis (ur. 23 listopada 1981 w Empe) – holenderski łyżwiarz szybki, złoty medalista olimpijski, trzykrotny medalista mistrzostw świata, a także zdobywca Pucharu Świata.

## Kariera
Specjalizuje się w krótszych dystansach. Pierwszy medal zdobył w 2006 roku, kiedy został mistrzem kraju w wieloboju sprinterskim. W tym samym roku wziął udział w igrzyskach olimpijskich w Turynie, zajmując ósme miejsce w biegu na 1000 m. Na rozgrywanych cztery lata później igrzyskach w Vancouver był czwarty na tym samym dystansie, przegrywając walkę o medal z Chadem Hedrickiem z USA. Podczas mistrzostw świata na dystansach w Inzell w 2011 roku zajął trzecie miejsce na 1000 m, ulegając tylko Shaniemu Davisowi z USA i swemu rodakowi, Kjeldowi Nuisowi. Na mistrzostwach świata w Heerenveen rok później był najlepszy na tym dystansie, wyprzedzając bezpośrednio Davisa i Nuisa. W 2012 roku zdobył też złoty medal podczas mistrzostw świata w wieloboju sprinterskim w Calgary. Brał także udział w igrzyskach olimpijskich w Soczi w 2014 roku, gdzie triumfował na dystansie 1000 m, wyprzedzając Kanadyjczyka Denny'ego Morrisona oraz rodaka Michela Muldera.
Wielokrotnie stawał na podium zawodów Pucharu Świata, przy czym w sezonie 2010/2011 zwyciężył w klasyfikacji końcowej na 1000 m. Na tym samym dystansie był też drugi w sezonie 2011/2012 oraz trzeci w sezonach 2008/2009 i 2009/2010. W sezonie 2010/2011 był też trzeci w klasyfikacji końcowej na 1500 m. Ponadto w sezonie zajął drugie miejsce w klasyfikacji generalnej, przegrywając tylko z Nuisem.
Wielokrotnie zdobywał medale mistrzostw Holandii, zarówno w wieloboju sprinterskim (sześć złotych medali), jak i na dystansach (cztery razy sięgał po złoto). W 2012 roku w Calgary ustanowił rekord świata w wieloboju sprinterskim.